# Yohan Mollo
Yohan Mollo (Martigues, Francia, 18 de julio de 1989), futbolista francés, de etnia gitana. Juega de centrocampista y milita en el Olympique Alès del Championnat National 3.

## Biografía
Formado en la escuela del AS Mónaco desde los 14 años, firmó su primer contrato profesional en 2007, un año antes de ser santo campeón con la selección de Francia sub-18.
Hace debut de su primer partido en L1 18 de octubre, en sustitución de Diego Pérez en el 62 minutos en el derbi contra el Niza en el Stade Louis II (2-1 derrota). Se establece por primera vez el 29 de octubre en contra de Nancy en el Stade Louis-II (3-1 con victoria), donde se ofrece paso para ser un decisivo jugador para el Mónaco. Marca su 1.er gol en el partido en el Lorient - Mónaco (1-1).
Desde ese partido, juega más y más, y se gana poco a poco un lugar en el once titular en el equipo de Mónaco. Incluso se convirtió en el líder del equipo del Asem Jueves, debido a las lesiones de Camel Meriem y Alejandro Alonso. Debido a su liderazgo durante la temporada, fue apodado el "Cristiano de Mónaco", debido principalmente a su estilo futbolístico similar a la estrella del Real Madrid, tanto por su velocidad y desgaste físico como en la posición de desempeñó sobre el campo del número 7. Equipos como el Tottenham y el Arsenal de la Premier League no escapaban del talento de Yohan.
Mollo es la verdadera revelación del club príncipe de la temporada 2008-2009. Equipos de la liga francesa como París Saint-Germain, Olympique de Marsella, Girondins de Burdeos y Olympique Lyonnais, tanto internacionales que siguen sus evoluciones, estarían interesado en el servicio de la esperanza y la más reciente estrella del equipo monegasco. En esta su primera temporada 2008-2009. El 7 de diciembre de 2009, logró que el joven centrocampista ofensivo, que acababa contrato en 2010, firmó una prolongación hasta el 2011.
En julio de 2011 es contratado por el Granada CF. De momento, en el club andaluz no ha dado su mejor versión, viéndose en varias ocasiones en lo que va de temporada, fuera de la convocatoria. El futbolista fue cedido al Nancy en enero de 2012 y en junio de ese año el club galo lo ficha en propiedad.

## Clubes
| Club                                    | País       | Año       |
| --------------------------------------- | ---------- | --------- |
| A. S. Monaco F. C.                      | Francia    | 2008-2011 |
| S. M. Caen (cedido)                     | Francia    | 2010-2011 |
| Granada C. F.                           | España     | 2011-2012 |
| A. S. Nancy-Lorraine (cedido)           | Francia    | 2012      |
| A. S. Nancy-Lorraine                    | Francia    | 2012-2014 |
| A. S. Saint-Étienne (cedido)            | Francia    | 2013-2014 |
| A. S. Saint-Étienne                     | Francia    | 2014-2016 |
| P. F. C. Krylia Sovetov Samara (cedido) | Rusia      | 2015-2016 |
| P. F. C. Krylia Sovetov Samara          | Rusia      | 2016-2017 |
| Zenit de San Petersburgo                | Rusia      | 2017      |
| Fulham F. C.                            | Inglaterra | 2017-2018 |
| Al-Rayyan S. C.                         | Catar      | 2018      |
| P. F. C. Krylia Sovetov Samara          | Rusia      | 2018-2019 |
| F. C. Sochaux-Montbéliard               | Francia    | 2019      |
| Panathinaikos F. C.                     | Grecia     | 2019-2021 |
| U. S. Orléans (cedido)                  | Francia    | 2020      |
| Hyères 83 F. C.                         | Francia    | 2021-2023 |
| Istres FC                               | Francia    | 2023-2024 |
| Olympique Alès                          | Francia    | 2024-     |

## Internacional sub-21
Yohan ha sido internacional de Francia con el equipo Sub-19. Ha recibido con sorpresa la llamada a las filas para formar parte de la sub-21, que estaban buscando sangre nueva después de su última eliminación Eurocopa Sub-21 de la UEFA, durante un amistoso contra la selección de fútbol sub-21 de Dinamarca. Hizo su debut-21 apareciendo en el partido como sustituto en el minuto 68. La selección de fútbol sub-21 de Francia ganó el partido 1-0.

## Palmarés
- Campeón con la selección de Francia Sub-19 en 2007
- Recibió el trofeo METRO al mejor jugador del AS Mónaco FC en febrero y marzo de 2009